# Museau (papillon)
Pterostoma palpina
Pour les articles homonymes, voir Museau.
Espèce
Le Museau, Pterostoma palpina, est une espèce d'insectes lépidoptères (papillons) de la famille des Notodontidae.
- Répartition : de l’Europe au centre de l’Asie.
- Envergure du mâle : 35 à 40 mm.
- Période de vol : d’avril à septembre en deux générations.
- Habitat : forêts de feuillus.
- Plantes-hôtes : principalement Salix et Populus.

## Source
- P.C. Rougeot, P. Viette, Guide des papillons nocturnes d'Europe et d'Afrique du Nord, Delachaux et Niestlé, Lausanne 1978.